# Hermann-Mauguin-Symbolik
Die Hermann-Mauguin-Symbolik (nach den Kristallographen Carl Hermann und Charles-Victor Mauguin) wird zur Beschreibung von Symmetrieelementen und Symmetriegruppen verwendet. Ihr Hauptanwendungsgebiet ist die Beschreibung der 32 kristallographischen Punktgruppen und der 230 kristallographischen Raumgruppen. Weiter wird sie zur Beschreibung zweidimensionaler ebener Gruppen, zwei- und dreidimensionaler subperiodischer Gruppen (Bandornament-, Stab- und Schichtgruppen) und nicht-kristallographischer Gruppen verwendet. Normiert ist sie in den International Tables for Crystallography.
Neben der Symbolik nach Hermann-Mauguin existiert eine Schreibweise nach Arthur Schoenflies, die Schoenflies-Symbolik. Sie wird jedoch kaum noch für die Beschreibung eines kristallinen Zustands genutzt, sondern zur Beschreibung der Symmetrie von Molekülen.

## Symbole der Symmetrieelemente

### Drehachsen
Eine Drehung um {\displaystyle {\frac {360^{\circ }}{n}}} wird dargestellt durch {\displaystyle n} (gesprochen „n-fache Drehung“).
Spezialfälle sind:
- {\displaystyle 1}, eine Drehung um 360°, entsprechend der Identität
- {\displaystyle \infty {}}, eine Drehung um einen beliebig kleinen Winkel.

In kristallographischen Raum- und Punktgruppen können folgende Drehungen vorkommen:
| n (= Anzahl symmetrieäquivalente Teilchen) | Beschreibung           | Drehwinkel | Bemerkung                                          |
| ------------------------------------------ | ---------------------- | ---------- | -------------------------------------------------- |
| {\displaystyle 1}                          | Identität              | 0° = 360°  | Element jeder Gruppe; entfällt meist im Kurzsymbol |
| {\displaystyle 2}                          | zweizählige Drehachse  | 180°       |                                                    |
| {\displaystyle 3}                          | dreizählige Drehachse  | 120°       |                                                    |
| {\displaystyle 4}                          | vierzählige Drehachse  | 90°        |                                                    |
| {\displaystyle 6}                          | sechszählige Drehachse | 60°        |                                                    |

### Inversionszentrum
- {\displaystyle {\bar {1}}}: Inversionszentrum. Vervielfältigung eines Teilchens durch Punktspiegelung. Es entstehen insgesamt zwei symmetrieäquivalente Teilchen.

### Gekoppelte Symmetrieoperationen (Drehinversionsachsen)
Eine Drehung um {\displaystyle {\frac {360^{\circ }}{n}}} und anschließende Punktspiegelung an einem Punkt auf der Drehachse wird dargestellt durch {\displaystyle {\overline {n}}}.
In kristallographischen Raum- und Punktgruppen können folgende Drehinversionen vorkommen:
| {\displaystyle {\overline {n}}}                                  | Beschreibung                     | Drehwinkel | Anzahl symmetrieäquivalente Teilchen |
| ---------------------------------------------------------------- | -------------------------------- | ---------- | ------------------------------------ |
| {\displaystyle {\overline {1}}}                                  | Inversion / Punktspiegelung      | 0° = 360°  | 2                                    |
| {\displaystyle \mathrm {m} } {\displaystyle (={\overline {2}})}* | zweizählige Drehinversionsachse  | 180°       | 2                                    |
| {\displaystyle {\overline {3}}}                                  | dreizählige Drehinversionsachse  | 120°       | 6                                    |
| {\displaystyle {\overline {4}}}                                  | vierzählige Drehinversionsachse  | 90°        | 4                                    |
| {\displaystyle {\overline {6}}}                                  | sechszählige Drehinversionsachse | 60°        | 6                                    |

{\displaystyle }*) Da diese Operation zum selben Ergebnis führt wie die Spiegelung an einer Ebene, wird das Symbol {\displaystyle {\overline {2}}} nicht verwendet, sondern immer als Spiegelebene {\displaystyle m\ } angegeben.

### Spiegelebene
- {\displaystyle m\ }: Spiegelebene. Vervielfältigung eines Teilchens durch Spiegelung an einer Ebene. Es entstehen insgesamt zwei symmetrieäquivalente Teilchen.

### Kombinierte Symmetrieoperationen (Drehachsen senkrecht zu Spiegelebenen)
Eine Drehachse senkrecht zu einer Spiegelebene {\displaystyle m} wird dargestellt durch {\displaystyle {\frac {n}{m}}} oder {\displaystyle n/m\ } (jeweils gesprochen „n über m“; beide Schreibweisen sind äquivalent, die erste ist in der älteren Literatur üblich).
| {\displaystyle {\frac {n}{m}}=n/m\ }                                   | Beschreibung                                           | Anzahl symmetrieäquivalente Teilchen |
| ---------------------------------------------------------------------- | ------------------------------------------------------ | ------------------------------------ |
| {\displaystyle {\frac {2}{m}}=2/m}                                     | zweizählige Drehachse senkrecht zu einer Spiegelebene  | 4                                    |
| {\displaystyle {\overline {6}}} {\displaystyle (={\frac {3}{m}}=3/m)}* | dreizählige Drehachse senkrecht zu einer Spiegelebene  | 6                                    |
| {\displaystyle {\frac {4}{m}}=4/m}                                     | vierzählige Drehachse senkrecht zu einer Spiegelebene  | 8                                    |
| {\displaystyle {\frac {6}{m}}=6/m}                                     | sechszählige Drehachse senkrecht zu einer Spiegelebene | 12                                   |

{\displaystyle }*) Da diese Operation zum selben Ergebnis wie die sechszählige Drehinversionsachse führt, wird das Symbol {\displaystyle {\frac {3}{m}}} bzw. {\displaystyle 3/m} nicht verwendet, sondern immer als sechszählige Drehinversionsachse {\displaystyle {\bar {6}}} angegeben.

## Symbole der Punktgruppen
Mit den oben beschriebenen Symbolen lassen sich die 32 Punktgruppen (Kristallklassen) beschreiben, da deren Symmetrieoperationen anders als die Raumgruppen (s. u.) keine Translation beinhalten.
Für jedes Kristallsystem werden die Symmetrieoperationen bezüglich dreier vorgegebener kristallographischer Richtungen angegeben:
- die Dreh- und Drehinversionsachsen parallel zu folgenden Richtungen
- die Spiegelebenen senkrecht zu folgenden Richtungen:

| Kristallsystem                       | 1. Stelle                           | 2. Stelle                                    | 3. Stelle                            |
| ------------------------------------ | ----------------------------------- | -------------------------------------------- | ------------------------------------ |
| monoklin                             | {\displaystyle [100]\;}             | {\displaystyle [010]\;}                      | {\displaystyle [001]\;}              |
| orthorhombisch                       | {\displaystyle [100]\;}             | {\displaystyle [010]\;}                      | {\displaystyle [001]\;}              |
| tetragonal                           | {\displaystyle [001]\;}             | {\displaystyle \langle 100\rangle }          | {\displaystyle \langle 110\rangle }  |
| trigonal, hexagonale Aufstellung     | {\displaystyle [00.1]\;}            | {\displaystyle \langle 10.0\rangle }         | {\displaystyle \langle 12.0\rangle } |
| hexagonal                            | {\displaystyle [00.1]\;}            | {\displaystyle \langle 10.0\rangle }         | {\displaystyle \langle 12.0\rangle } |
| trigonal, rhomboedrische Aufstellung | {\displaystyle [111]\;}             | {\displaystyle \langle 1{\bar {1}}0\rangle } |                                      |
| kubisch                              | {\displaystyle \langle 100\rangle } | {\displaystyle \langle 111\rangle }          | {\displaystyle \langle 110\rangle }  |

Im triklinen Kristallsystem gibt es die Punktgruppen
- {\displaystyle 1} (Abwesenheit von Inversionszentren)
- {\displaystyle {\bar {1}}} (Anwesenheit von Inversionszentren).

(Die farbig hinterlegten Richtungen werden in den Punktgruppensymbolen grundsätzlich nicht angegeben, da dort nie Symmetrieelemente außer {\displaystyle 1} oder {\displaystyle {\bar {1}}} liegen. Für die Raumgruppensymbole werden sie aber gelegentlich benötigt.)
Bei der gekürzten Schreibweise der Hermann-Mauguin-Symbole werden redundante Informationen weggelassen: so wird z. B. {\displaystyle 4/m\ m\ m} statt {\displaystyle 4/m\ 2/m\ 2/m} geschrieben.

### Beispiel
Als Beispiel lässt sich die kristallographische Punktgruppe bzw. Kristallklasse orthorhombisch-disphenoidisch (Kristallklasse Nr. 6) beschreiben mit dem Hermann-Mauguin-Symbol 222. (Die konkreten Symbole für die weiteren Kristallklassen finden sich hier: Punktgruppe #Die 32 kristallographischen Punktgruppen (Kristallklassen).)
Dieses Symbol ist wie folgt zu deuten: es ist aus drei Einzelysmbolen zusammengesetzt, die sich jeweils auf eine vorgegebene (Blick-)Richtung beziehen. Die drei betrachteten Richtungen sind im orthorhombischen Kristallsystem:
- Richtung der a-Achse (<100>): 1. Einzelysmbol
- Richtung der b-Achse (<010>): 2. Einzelysmbol
- Richtung der c-Achse (<001>): 3. Einzelysmbol.

In diesen drei Richtungen enthält die beschriebene Kristallklasse jeweils eine zweizählige Drehachse (Einzelsymbol 2), aber im Unterschied zu den anderen orthorhombischen Kristallklassen keine Drehinversionsachse.
Die drei o. g. Richtungen und damit auch die zweizähligen Drehachsen, die bei dieser Kristallklasse in ihnen liegen, stehen jeweils paarweise senkrecht aufeinander.
Da es bei dieser Kristallklasse keine Richtung ohne Symmetrieelement gibt, die man bei der Aufstellung des Symbols weglassen könnte, ist die Kurzform des Symbols identisch mit der Langform.

## Symbole der Raumgruppen
Die Bezeichnung für die Raumgruppen funktioniert im Prinzip wie die der Punktgruppen.
Zusätzlich wird das Bravais-Gitter vorangestellt:
- P: primitiv
- A, B oder C: flächenzentriert
- F: allseitig flächenzentriert
- I: innen- oder auch raumzentriert
- R: hexagonales Gitter mit rhomboedrischer Zentrierung

Außerdem treten zusätzliche Symbole auf:
- {\displaystyle n_{m}}: {\displaystyle n}-zählige Schraubenachse mit Translation um {\displaystyle {\frac {m}{n}}} Teile eines Gittervektors
- {\displaystyle a}, {\displaystyle b} oder {\displaystyle c}: Gleitspiegelebene mit Translation entlang eines halben Gittervektors
- {\displaystyle n}: Gleitspiegelebene mit Translation entlang einer halben Flächendiagonale
- {\displaystyle d}: Gleitspiegelebene mit Translation entlang einer viertel Flächendiagonale
- {\displaystyle e}: zwei Gleitspiegelungen mit gleicher Gleitspiegelebene und Translation entlang zweier (verschiedener) halber Gittervektoren

Ein Beispiel für eine tetragonale Raumgruppe in gekürzter Schreibweise ist {\displaystyle I\ 4_{1}/a\ m\ d}.